# Ivan Kaye
Ivan Kaye (né le 1er juin 1961 à Northampton, en Angleterre) est un acteur britannique.

## Filmographie

### Cinéma
- 2004 : Layer Cake : Freddie Hurst
- 2004 : Control : Norton
- 2005 : Self Portrait : Burton
- 2011 : Assassination Games : Polo Yakur
- 2011 : Chief : Chief
- 2012 : Dark Shadows : Joshua Collins
- 2012 : Tortoise in Love : Sean
- 2013 : Top Hat : le gentleman
- 2013 : Hammer of the Gods : Ivar
- 2019 : Le Roi (The King) de David Michôd : Henri Scrope
- 2021 : Bloody Milkshake (Gunpowder Milkshake) de Navot Papushado (en) : Yankee
- 2023 : Apocalypse Clown de George Kane : The Great Alphonso

### Télévision
- 1991-2010 : The Bill : Alan Wilcock, David Collier et Watkins (3 épisodes)
- 1992 : Sam Saturday : DI Sam Saturday (6 épisodes)
- 1994 : Men of the World : John (1 épisode)
- 1995 : Cold Comfort Farm : Reuben Starkadder
- 1995-2001 : Casualty : un gars et Simon Webster (2 épisodes)
- 1996 : Bugs : Général Maliq (1 épisode)
- 1997 : Solomon : Adonijah
- 1998-2000 : Microsoap : Roger (26 épisodes)
- 2000 : Metropolis : Hector
- 2000 : A Dinner of Herbs : Dan Bannaman (3 épisodes)
- 2000-2001 : Les Condamnées : Charlie Atkins (3 épisodes)
- 2001 : The Armando Iannucci Shows (2 épisodes)
- 2002 : La Brigade du courage : Jimmy Watts (4 épisodes)
- 2002 : Scotland Yard, crimes sur la Tamise : Bob Brickman (2 épisodes)
- 2002 : Dinotopia : Catrone (2 épisodes)
- 2002 : Lenny Blue : DI Featherstone
- 2003 : The Eustace Bros. : Dennis Walton (1 épisode)
- 2003-2004 : EastEnders : Dr Leroy (27 épisodes)
- 2005-2009 : The Green Green Grass : Bryan (30 épisodes)
- 2008 : Holby City : Jimmy Furnival (1 épisode)
- 2011 : Injustice : DS Harry Bowman (1 épisode)
- 2011-2013 : The Borgias : Ludovico Sforza (4 épisodes)
- 2013-2017 : Vikings : Roi Aelle (12 épisodes)
- 2018 : The Woman in White : Pesca (3 épisodes)
- 2022-2023 : Sister Boniface Mysteries : Ted Button (4 épisodes)
- 2022 : Wedding Season : Mr. Delaney (5 épisodes)